# Okpe (llengua)
L'Okpe és una llengua edoid que es parla a la LGA d'Okpe, a l'estat del Delta. Els okpes, que parlen la llengua okpe, són un subgrup de la nació urhobo. No s'ha de confondre l'okpe amb una llengua que també té el mateix nom i que pertany a les llengües edoid del nord-oest: l'okpe (nord-oest) que es parla a l'estat d'Edo.

## Fonologia
El sistema sonor és més aviat conservatiu i és molt semblant al de l'urhobo. El sistema vocàlic és el mateix i és molt reduït si tenim en compte el del proto-edoid. L'okpe té set vocals: /i e ɛ a ɔ o u/. En les consonants, només té algunes diferències amb l'urhobo: l'addicció del fonema /ɣʷ/ i la distinció de l versus n i versus ny, alternades, segons sis la següent vocal és oral o nasal. Els fonemes /ɾ, ʋ, w/ també són al·lòfones nasals abans de les vocals nasals.
|            | Labial | Labiodental | Alveolar | Palatal | Velar | Labio-velar | glotal |
| ---------- | ------ | ----------- | -------- | ------- | ----- | ----------- | ------ |
| Nasal      | m      |             | l [n]    | j [ɲ]   |       |             |        |
| Oclusiva   | p b    |             | t d      | c ɟ     | k ɡ   | k͡p ɡ͡b       |        |
| Fricativa  | ɸ      | f v         | s z      | ɕ ʑ     | ɣ     | ɣʷ          | h      |
| Vibrant    |        |             | r        |         |       |             |        |
| Bategant   |        |             | ɾ        |         |       |             |        |
| Aproximant |        | ʋ           | l [n]    | j [ɲ]   |       | w           |        |

## Família lingüística i relació amb altres llengües
L'okpe és una llengua molt semblant a l'urhobo. L'okpe és una llengua edoid del sud-oest, que forma part de la família de les llengües Benué-Congo, que són llengües nigerocongoleses. Les altres llengües d'aquest grup lingüístic són l'isoko, l'eruwa, l'urhobo i l'uvbie.

## Sociolingüística
Els okpes són els membres del grup humà que parlen l'okpe. Aquests són considerats com a part de la nació urhobo. L'okpe gaudeix d'un ús vigorós (6a): tot i que no està estandarditzada, s'utilitza a nivell de comunicació oral per a membres de tots els grups d'edats i la seva situació és sostenible. Segosn l'ethnologue, el 2000 hi havia 25.400 okpe-parlants però el joshuaproject xifra que hi ha uns 39.200 okpes.

## Recursos sobre l'okpe
L'Open Language Archives (OLAC) fa un recull dels recursos que hi ha en i sobre l'okpe. El glottolog inclou la classificació lingüística de l'okpe i té una llista sobre els estudis que s'han fet sobre l'okpe.